# Roberto Matosas
Roberto Matosas Postiglione (né le 11 mai 1940 à Mercedes en Uruguay) est un joueur de football international uruguayen qui évoluait au poste de défenseur et milieu, avant de devenir ensuite entraîneur.

## Biographie

### Carrière de joueur

#### Carrière en club
Roberto Matosas joue principalement en faveur du Club Atlético Peñarol et du River Plate Montevideo.
Avec le Club Atlético Peñarol, il remporte trois championnats d'Uruguay, et atteint la finale de la prestigieuse Copa Libertadores en 1970, en étant battu par les Argentins de l'Estudiantes de La Plata.

#### Carrière en équipe nationale
Avec l'équipe d'Uruguay, il joue 20 matchs, sans inscrire de but, entre le 23 mars 1963 et le 10 février 1971.
Il figure dans le groupe des sélectionnés lors de la Coupe du monde de 1970. Lors du mondial organisé au Mexique, il est titulaire et joue l'intégralité des matchs de son équipe (soit un total de six rencontres) : contre Israël, l'Italie, la Suède, l'Union soviétique, le Brésil, et enfin l'Allemagne. L'Uruguay se classe quatrième de la compétition.

## Palmarès
| Peñarol - Championnat d'Uruguay (3) : - Champion : 1960, 1961 et 1962. - Vice-champion : 1969, 1970, 1971 et 1972. - Copa Libertadores : - Finaliste : 1970. - Supercoupe intercontinentale (1) : - Vainqueur : 1969. |  | River Plate Montevideo - Championnat d'Uruguay D2 (1) : - Champion : 1967. |  | Deportivo Toluca - Championnat du Mexique (1) : - Champion : 1975. |